# Valwo
Valwo fue un parque zoológico ubicado en el término municipal de Matapozuelos, provincia de Valladolid, España. El parque, con 50 hectáreas, abrió en el año 1982, siendo el único parque zoológico de tales características que ha existido en la comunidad autónoma de Castilla y León. En 1999 el parque fue adquirido por Parques Reunidos y adquirió su denominación actual. Finalmente en 2007, se cerró, trasladando a todos los animales a otros zoos.

## Historia
En 1982, bajo la iniciativa del empresario vallisoletano Rafael Alonso, se inicia la actividad de este parque zoológico. El parque, inicialmente conocido simplemente como "Parque Zoológico de Matapozuelos" contaba con 50 hectáreas situadas al lado del río Adaja. Sus instalaciones situadas en pleno pinar lo hicieron ser conocido como un "amplio y curioso zoo". En 1999, la empresa Parques Reunidos, propietaria de otros zoológicos en España como el Zoo de Madrid y Selwo, adquirió el parque, renombrándolo a Valwo. En 2007, la empresa Parques Reunidos decidió cerrar el parque argumentando la escasa rentabilidad.

## Incidentes
En 2001, un cuidador nacido en Medina del Campo murió debido al ataque de los leones que tenía que cuidar.
En 2007, una osa parda fue hallada muerta, provocando gran indignación entre ciertos sectores de la población.